# Micaela Riera
Micaela Riera, all'anagrafe Micaela Maria Riera Clement, (Santa Fe, 18 luglio 1991) è un'attrice argentina, conosciuta principalmente per i ruoli televisivi in Incorreggibili e Cata e i misteri della sfera.

## Biografia
Micaela Riera nasce il 18 luglio 1991 a Santa Fe in provincia di Buenos Aires, dalla giornalista Cristina Clement. Ha una sorella. La sua famiglia ha origini italiane: un nonno è piemontese e un altro è calabrese. Micaela inizia la sua formazione artistica nel 1999 insieme a Liliana e Noemi Serantes, nel 2008 al Teatro San Martin, nel 2010 frequenta un corso annuale con Luis Romero e commedia musicale all'Accademia di canto di Sebastián Mellino. Ha inoltre preso parte ad alcune lezioni di canto con Lorena Portillo e Mariela Porras e di ballo con Carina Cristina, Sebastian Mellino e Nacho Medina. È iscritta all'Università d'Arte drammatica.
Nel 2006 debutta come modella per l'agenzia "Dotto Models", festeggiando, nel 2008, i 20 anni dell'azienda a Punta del Este in Uruguay. Questa esperienza permette a Micaela di partecipare al casting della telenovela Incorreggibili, prodotta da Ideas del Sur, dove viene scelta tra 800 candidati per il ruolo da co-protagonista, Valentina. La rappresentazione televisiva viene trasmessa dal 2009 al 2010 in Argentina e negli anni successivi anche in Italia, Israele e Stati Uniti. Nell'aprile del 2010 prende parte ad uno spettacolo di beneficenza con alcuni attori della serie, dove cantano alcune canzoni tratte dall'album relativo allo sceneggiato, in cui Micaela interpreta alcuni componimenti.
Fa una apparizione, nel 2011, in Cuando me sonreís e registra anche un episodio della serie Peter Punk impersonando Marisa. Debutta a teatro nella rappresentazione Atlantida un mundo bajo el mar nel ruolo secondario di Sluvis, per la regia di Nicolás Pérez Costa e Alicia Zanca. Nel 2012 appare in 30 días juntos e recita in Graduados, in quest'ultima con il personaggio di Malena. L'anno successivo prende parte alla telenovela Aliados di Cris Morena con il ruolo di nome Lorena.
Dal giugno del 2013 inizia le registrazione della telenovela Cata e i misteri della sfera, in cui interpreta la protagonista 'Catalina Pertichelli'. Per una produzione Yair Media Group, la messa in onda comincia nel dicembre dello stesso anno su Canal 7. Per presentare la fiction, Micaela è ospite in alcuni programma del canale di trasmissione. Nel luglio Micaela è ospite in Italia al Giffoni Film Festival, dove ha tenuto alcune conferenze ed interviste negli studi di Disney Channel Italia insieme ad alcuni giornalisti e il 19 luglio si è esibita per la manifestazione con alcune canzoni tratte dalla colonna sonora della serie. Inoltre, registra la versione italiana della canzone Quiero Que Me Lleve Tu Amor chiamata Due pianeti, pubblicata ai primi di agosto.
Nel novembre del 2015 è ospite della manifestazione Teen Festival a Milano e Napoli, occasioni in cui canta alcune canzoni tratte dal serial in cui impersona Cata. Inoltre, entra a far parte del gruppo musicale Bora Bora insieme a Federico Venzi e Lisandro Nieto, con il quale pubblica il singolo Quiero, il 9 dicembre dello stesso anno. Lascia la band qualche mese dopo. Nel 2016 prende parte ad un episodio della telenovela Educando a Nina. Nell'ottobre del 2017 appare nel videoclip di Leonardo Centeno dal titolo Mañanas Sin Sol.
Oltre a far l'attrice la Riera l'8 ottobre 2020 apre un negozio online di ceramica disegnate e fatte a mano dall'attrice.

## Filmografia

### Televisione
- Incorreggibili (Consentidos) – serial TV, 150 episodi (2009-2010)
- Cuando me sonreís - serial TV (2011)
- Peter Punk – serie TV (2011, 1 episodio)
- Graduados – serial TV (2012)
- 30 días juntos – serial TV (2012)
- Aliados – serial TV (2013)
- Cata e i misteri della sfera (Señales del fin del mundo) – serial TV, 120 episodi (2013-2014)
- Educando a Nina – serial TV (2016, 1 episodio)
- Heidi Bienvenida (Heidi, bienvenida a casa) – serial TV, episodi 1x37-1x38-1x39 (2017)
- Caccia al ladro (Atrapa a un ladron) – serie TV (2019)
- Il Boss del condominio (El encargado) - serie TV (2022-2024)
- El amor después del amor – serie TV (2023)
- Buenos chicos - serial TV (2023-2024)

### Cinema
- Planeta Globalizado, diretto da Diego Shaalo (2012)
- Los últimos días de Betina Ruiz, diretto da Javier Cantero (2016)
- Calycera, diretto da Javier Cantero (2019)
- Los bastardos, diretto da Pablo Yotich (2023)

## Teatro
- Atlantida un mundo bajo el mar, diretto da Alicia Zanca e Nicolás Pérez Costa (2011)

## Discografia
- 2009 - Incorreggibili! (Warner Music Group)
- 2014 - Señales del fin del mundo (Leader Music/Yair Dori Group)

## Riconoscimenti
- 2014 - Famavision de oro 2013[19][20]
  - Vinto - Protagonista femminile televisiva.
  - Nomination - Coppia in fiction (con Santiago Ramundo).
- 2014 - Kids' Choice Awards Argentina
  - Preselezione - Dea[21][22]
- 2015 - Famavision de oro 2014[23]
  - Vinto - Protagonista femminile giovanile.

## Doppiatrici italiane
Nelle versioni in italiano dei suoi film, Micaela Riera è stata doppiata da:
- Valentina Favazza in Incorreggibili[24]
- Beatrice Caggiula in Cata e i misteri della sfera[25]